# Sint-Antonius Abtkerk (Blankenberge)

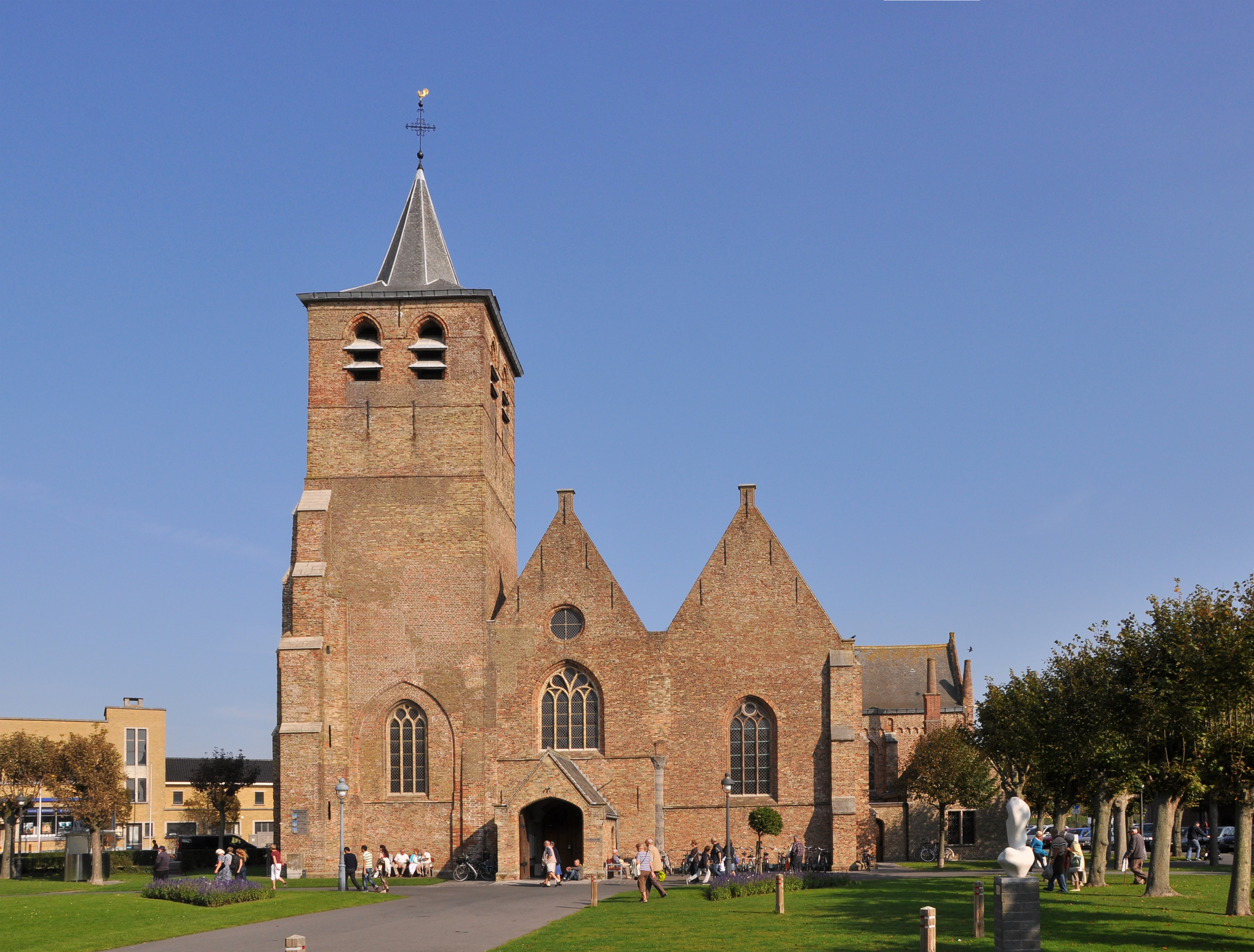
Sint-Antoniuskerk

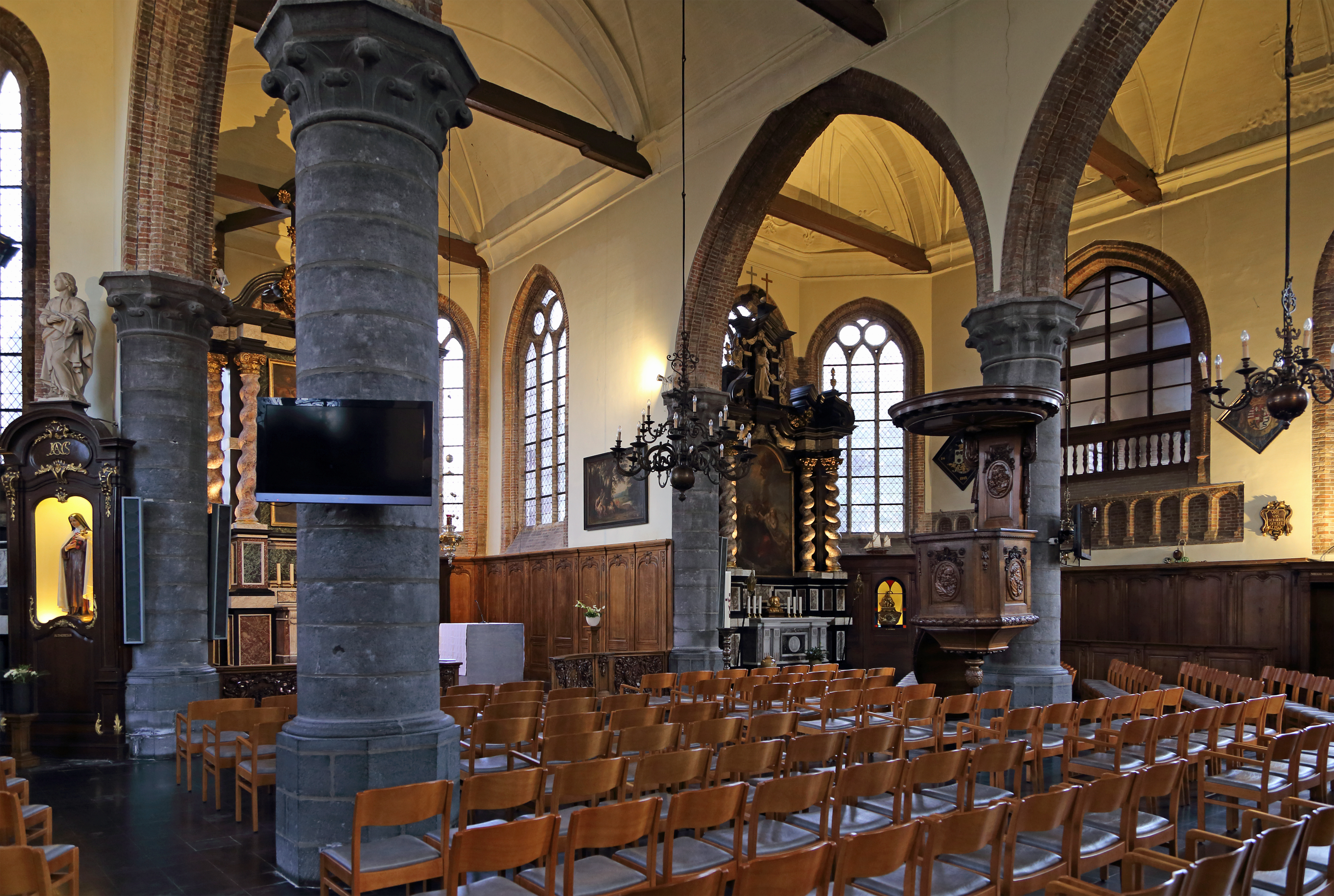
Interieur

De Sint-Antonius Abtkerk (ook kortweg: Sint-Antoniuskerk) is een parochiekerk in de West-Vlaamse stad Blankenberge, gelegen aan Kerkstraat 153. Lokaal spreekt men van het klein kerkje of visserskerkje.

## Geschiedenis
In de middeleeuwen was er de parochie Scarphout, gewijd aan Onze-Lieve-Vrouw. In de winter van 1334-1335 woedde er een noodweer, waarbij de kerk zwaar werd beschadigd. 
Van 1335-1358 werd een nieuwe kerk gebouwd op een andere plaats. Het was een grote, driebeukige kerk met vierkante toren. Deze kerk was gewijd aan Sint-Antonius Abt. De kerk werd in 1405, tijdens de Honderdjarige Oorlog, door de Engelsen in brand gestoken. Einde 15e eeuw werd de kerk gerestaureerd. Nadat in de jaren '70 van de 16e eeuw de kerk door de Watergeuzen was aangevallen, vond in 1572 herstel plaats. In 1581 namen de Calvinisten de kerk in gebruik. In 1583 werd Blankenberge heroverd door Parma. De kerk was, op de toren na, echter totaal verwoest. In 1587-1588 bouwden de Spanjaarden een fort om de stad tegen de Geuzen te verdedigen, en tot 1611 werden de Missen in het fort opgedragen. In 1611 werd een kapel in de resten van de kerk gebouwd. Van 1616-1631 werd de kerk gedeeltelijk hersteld. In 1631 werd de herstelde kerk ingewijd. Nadat in 1642 uiteindelijk ook de zijbeuken hersteld werden bleef slechts van de westkant van de kerk een ruïne over. Deze werd uiteindelijk gesloopt in 1711-1712.
Verdere herstelcampagnes vonden plaats, waarbij de Blankenbergse vissers een belangrijke rol speelden. Hiervan getuigt nog een votiefschip in de kerk.
In de 19e eeuw ontwikkelde Blankenberge zich als badplaats en er waren plannen om de kerk uit te breiden. Uiteindelijk werd ten behoeve van de toeristen een nieuwe kerk, de Sint-Rochuskerk, gebouwd. Deze kwam in 1889 gereed, waarna de Sint-Antoniuskerk werd gesloten om in 1906 te worden heropend als hulpkerk en in 1928 werd ze opnieuw verheven tot parochiekerk.

## Gebouw
Het betreft een driebeukige hallenkerk met zware westtoren, aan de noordwestzijde geplaatst. De drie beuken hebben elk een zadeldak. De toren heeft een zware steunbeer. De rechterzijbeuk, gewijd aan Sint-Antonius, werd door de vissers onderhouden.

## Interieur
De kerk bezit een biechtstoel (laatste kwart 18e eeuw) met de Heilige Maria Magdalena en Sint-Petrus. De preekstoel is van 1791-1792. De communiebank, in rococostijl, is van het midden der 18e eeuw. Het Antoniusaltaar is van 1837.